# 彼得·尼邁爾
彼得·尼邁爾（德語：Peter Niemeyer）是德國的一位足球選手。在場上司職防守型中場或中後衛。他效力于德甲球隊柏林赫塔足球俱樂部。他在2010賽季首次效力柏林赫塔。